# Poudre (pharmacie galénique)
Pour les articles homonymes, voir Poudre (homonymie).
En pharmacie galénique et selon la Pharmacopée européenne, une poudre est une forme galénique constituée de particules solides sèches, libres et plus ou moins fines utilisée pour l’administration d’au moins un principe actif de médicament par différentes voies d’administration.

## Poudres administrées telles quelles

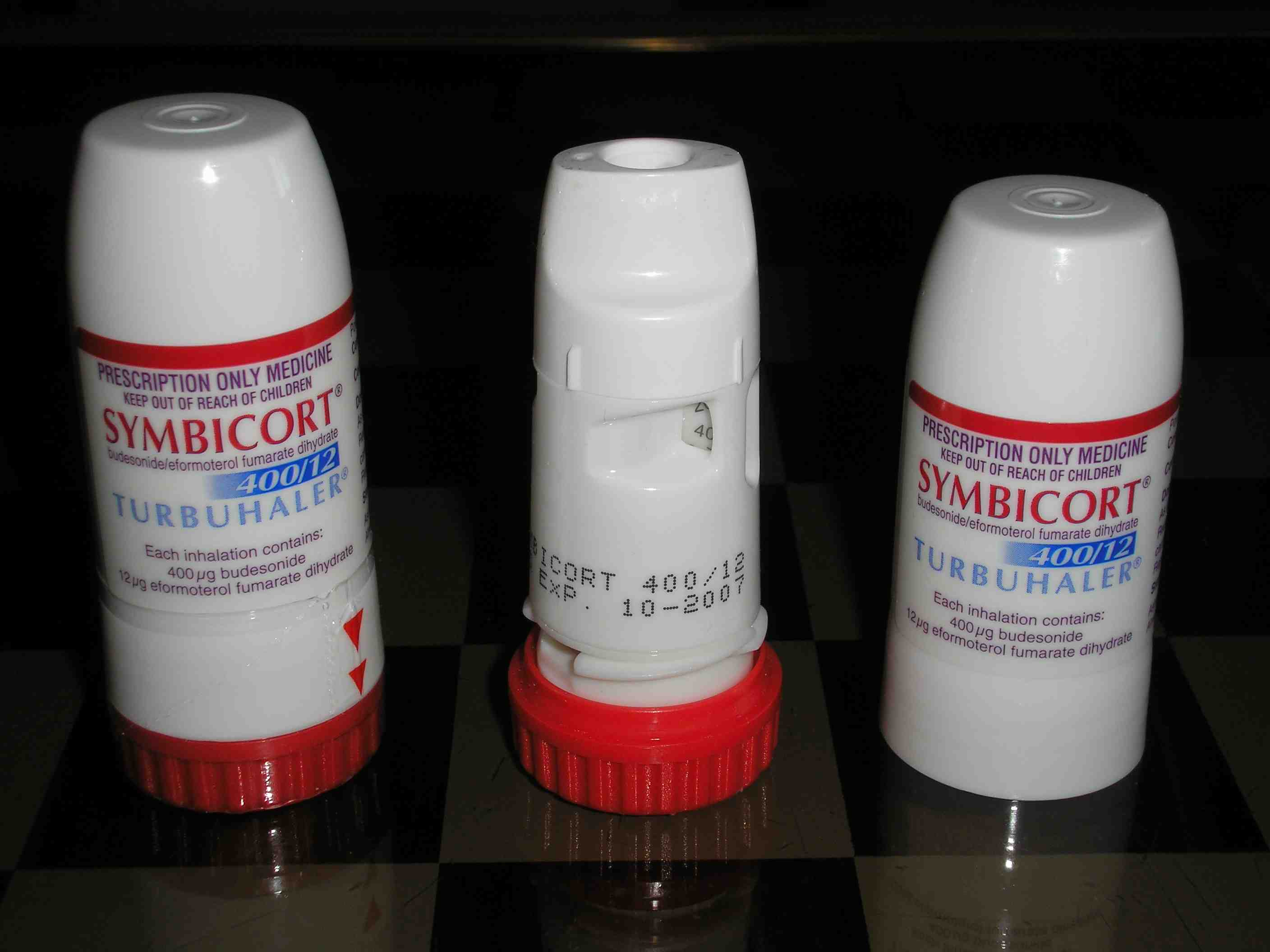
Flacons de poudre pour inhalation.

Les poudres peuvent être utilisées telles quelles pour être administrées par voie cutanée, par voie auriculaire, par voie nasale, par voie pulmonaire (généralement administrées au moyen d'un inhalateur à poudre) ou par voie orale.
Ces poudres peuvent contenir des agents anti-agglomérants tels que le phosphate de tricalcium, la silice pyrogénée ou le talc.
Elles peuvent aussi contenir des colorants, des agents de conservation et des agents chélatants. Dans le cas des poudres pour administration par voie orale, elles peuvent contenir aussi des édulcorants et des arômes.
Les poudres servent également de base pour la fabrication de comprimés qui sont une forme galénique de poudre compactée. Ce sont les propriétés (coulabilité et compressibilité) de la poudre qui vont orienter la stratégie de production du comprimé (Compression directe, taux de lubrification, granulation sèche ou humide, etc)

## Comportement et caractérisation d'une poudre pharmaceutique
Les propriétés physico-chimiques des poudres sont essentielles pour comprendre leur mode d'action et leur utilisation dans la fabrication des comprimés. Les propriétés d'écoulement, de compressibilité/compactibilité, de dissolution dépendent des caractéristiques des poudres. On retrouve ainsi :
- la taille des particules
- la densité de la poudre (densité vraie, densité relative)
- la Surface spécifique

Les propriétés d'écoulement sont déterminées par l'indice de Carr et l'indice de Hausner.

## Poudres administrées après dissolution ou dispersion

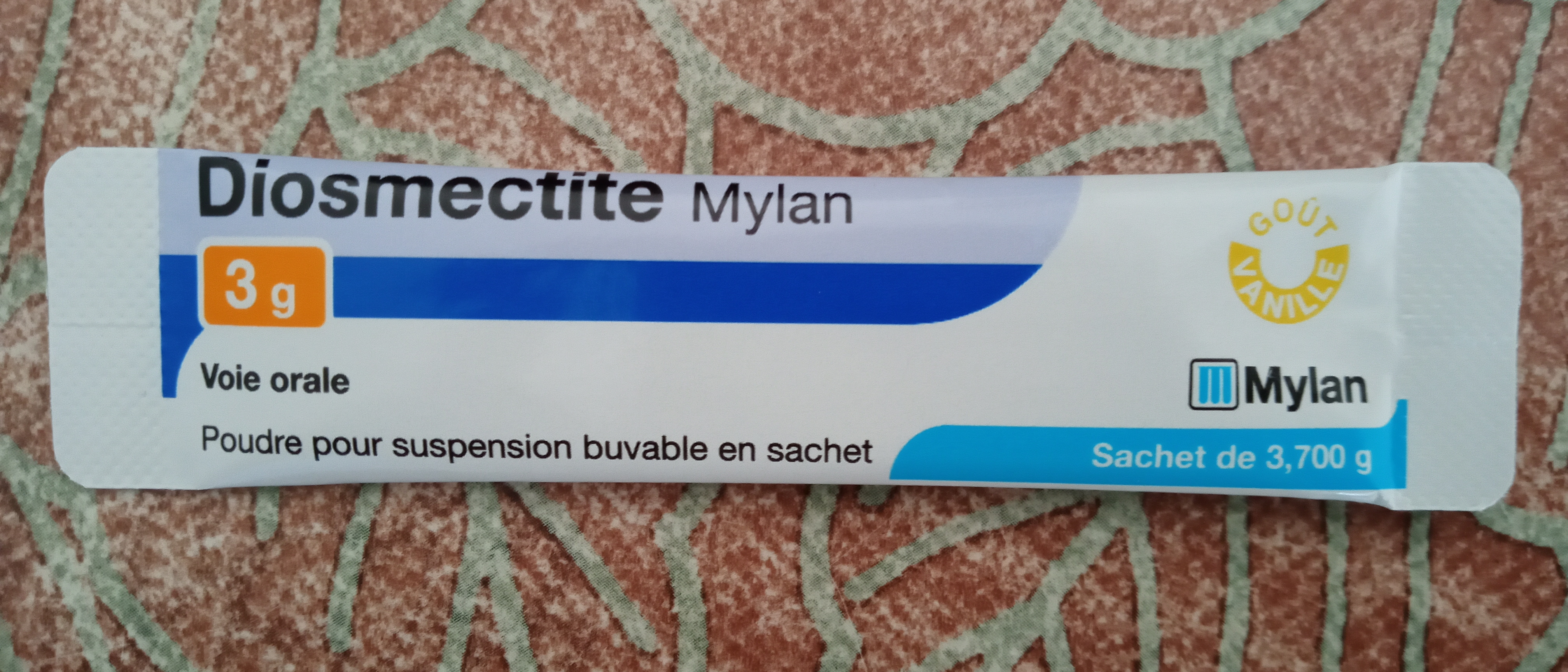
Une poudre pour suspension buvable.

Les poudres sont dissoutes ou dispersés dans un liquide approprié, avant administration. Elles sont administrées par voie ophtalmique, par voie parentérale ou par voie orale.
Elles sont utilisées, entre autres, quand le principe actif en solution n'est pas suffisamment stable.
Ces poudres peuvent contenir en plus des excipients présentés dans le paragraphe précédent des excipients destinés à, :
- faciliter la dissolution ou la dispersion : glycolate d’amidon sodique ;
- ajuster le pouvoir osmotique ;
- ajuster ou stabiliser le pH : tampons pH ;
- stabiliser la préparation :
  - tensioactifs jouant le rôle d’agents mouillants (polysorbate, laurylsulfate de sodium) et plus rarement d’agents anti-mousses,
  - agents de dispersion : carboxyméthylcellulose sodique, polyvinylpyrrolidone, silice pyrogénée.